# Félix Garreta
Félix Martí Garreta (Palau-solità i Plegamans, 21 de abril de 2004) es un futbolista español que juega como defensa central. Su club actual es el Real Betis Balompié. Para la campaña 2023/24 ha sido inscrito con el Betis Deportivo, mientras se recupera de un accidente que sufrió a primeros de mayo y que le mantuvo en coma varios días ingresado en la UCI.

## Trayectoria
Nació en Palau-solità i Plegamans, en la comarca del Vallés Occidental barcelonés. Tras jugar en el equipo de su localidad, permaneció varios años en el  Club de Fútbol Damm de Barcelona.
Ingresó en los escalafones inferiores verdiblancos en la temporada 2020/21. Su buen desempeño en Liga Nacional Juvenil en el primer año, le valió para ascender al equipo de División de Honor Juvenil en la segunda temporada, con el que consiguió el título de liga y alcanzó las fases finales de la Copa del Rey y de la Copa de Campeones.
En el verano de 2022, amplió su vinculación con el club verdiblanco hasta junio de 2026 y realizó la pretemporada con el primer equipo a las órdenes de Manuel Pellegrini, en la que jugó algunos partidos amistosos. También promocionó de forma definitiva al Betis Deportivo. 
Ya durante la temporada, Pellegrini siguió contando con él en entrenamientos y en algunas convocatorias y durante la celebración del campeonato del mundo jugó con el primer equipo en varios de los encuentros de preparación que disputó el Betis. Debutó en la liga, en el estadio Benito Villamarín, en el partido disputado contra el Athletic Club el 29 de diciembre de ese año.
El 4 de julio de 2023 se oficializó su incorporación a la SD Amorebieta de la Segunda División de España en calidad de cedido.

## Clubes
Actualizado al último partido disputado el 5 de mayo de 2024.
| Club                   | País   | Año       | Partidos | Goles |
| ---------------------- | ------ | --------- | -------- | ----- |
| Betis Deportivo        | España | 2021-act. | 32       | 1     |
| Real Betis             | España | 2022-act. | 2        | 0     |
| SD Amorebieta (cedido) | España | 2023-2024 | 33       | 4     |

## Vida personal
Tras un accidente doméstico en mayo de 2024 fue ingresado muy grave en un hospital de Barcelona por un traumatismo craneoencefálico, donde se le provocó un coma inducido para conocer los daños que sufrió y su origen. En apenas menos de una semana despertó del coma.